# Атайнш (Гимарайнш)
Атайнш (порт. Atães) — район (фрегезия) в Португалии, входит в округ Брага. Является составной частью муниципалитета Гимарайнш. Находится в составе крупной городской агломерации Большое Минью. По старому административному делению входил в провинцию Минью. Входит в экономико-статистический субрегион Аве, который входит в Северный регион. Население составляет 2026 человек на 2001 год. Занимает площадь 6,79 км².
Покровителем района считается Дева Мария (порт. Santa Maria).